# فلووکسامین
فلووکسامین (به انگلیسی: Fluvoxamine)
رده درمانی: مهارکننده‌های انتخابی بازجذب سروتونین SSRI ضدافسردگی
اشکال دارویی: قرص

## موارد مصرف
فلووکسامین یک داروی ضد افسردگی از گروه مهارکننده‌های بازجذب سروتونین است که بیشتر برای درمان اختلال وسواسی اجباری استفاده می‌شود.
فلووکسامین یکی از اولین داروهای موسوم به اس‌اس‌آرآی است که در سال ۱۹۸۴ در کشور سوئیس وارد بازار شد. این دارو از ۱۹۹۴ در آمریکا و از ۱۹۹۹ در ژاپن مصرف می‌شود.
فلووکسامین اولین داروئی است که اداره مواد غذائی و داروئی ایالات متحده آمریکا آن را برای درمان اختلال وسواسی جبری کودکان تأیید کرده‌است (۱۹۹۷).
فلووکسامین برخلاف دیگر داروهای گروه خود تأثیر مهاری بر ایزوآنزیم CYP1A۲ دارد و ممکن است با کلوزاپین، تئوفیلین و پروپرانول تداخل نشان دهد.

## مصرف
تجویز فلووکسامین برای درمان افسردگی، اختلال وسواسی جبری، اختلال هراس و فوبیای اجتماعی و اختلال استرس پس از سانحه شایع و حمله پانیک یا هراس است، بتازگی برای درمان بیماری covid19 خفیف تا متوسط در برخی مطالعات اثر مثبت داشته‌است.

## عوارض جانبی
فلووکسامین در بین مهارکننده‌های بازجذب سروتونین عوارض بیشتری را دارد و قطع مصرف به دلیل عوارض نامطلوب در مورد فلووکسامین مانند پاروکستین بیشتر اتفاق افتاده‌است. مشکلات گوارشی، تسکین، ناخوشی و لرزش در دوره درمان با این دارو بیشتر از داروهای مشابه مشاهده شده‌است.